# طاووس لوزون (پروانه)
طاووس لوزون (نام علمی: Papilio chikae) نام یک گونه از سرده پروانه‌های پاپیلیو است.